# کوه پوکا اورکو
پوکا اورکو (به اسپانیایی: Puka Urqu) یک کوه در پرو است که در Peru, Cusco Region واقع شده‌است. پوکا اورکو ۴٬۹۵۴ متر بالاتر از سطح دریا واقع شده‌است.